# جووانی باتیستا مورگانی
جووانی باتیستا مورگانی (ایتالیایی: Giovanni Battista Morgagni؛ ‏ ۲۵ فوریهٔ ۱۶۸۲ – ۶ دسامبر ۱۷۷۱) یک کالبدشناس اهل ایتالیا بود. عموماً او را پدر «آسیب‌شناسی تشریحی-بافتی» به‌حساب می‌آورند و طی ۵۶ سالی که استاد دانشگاه پادووا بود، دانشجویان فراوانی را از سرتاسر دنیا تربیت کرد. او به‌عنوان دستیار آنتونیو ماریا والسالوا (یکی از شاگردان برجستهٔ مارچلو مالپیگی) عمل کرد، که سمت مربی کالبدشناسی در مدرسه بولونیا را داشت و او را به‌ویژه در آماده‌سازی اثر معروفش آناتومی و بیماری‌های گوش که در سال ۱۷۰۴ منتشر شد، یاری می‌کرد.
وی مؤلف کتاب بسیار بزرگ و مهم ۵ جلدی «دربارهٔ جایگاه و علل بیماری‌ها با استفاده از کالبدشناسی» (لاتین: De Sedibus et causis morborum per anatomem indagatis) بود که در سال ۱۷۶۱ میلادی منتشر شد.